# Rajd Madery 2003
Rajd Madery 2003 (44. Rali Vinho da Madeira) – 44. edycja rajdu samochodowego Rajd Madery rozgrywanego w Portugalii. Rozgrywany był od 31 lipca do 2 sierpnia 2003 roku. Była to dwudziesta ósma runda Rajdowych Mistrzostw Europy w roku 2003 (rajd miał najwyższy współczynnik – 20) oraz piąta runda Rajdowych Mistrzostw Portugalii. Składał się z 20 odcinków specjalnych.

## Klasyfikacja rajdu
| Miejsce                      | Kierowca                     | Pilot                        | Samochód                     | Czas                         | Strata                       |                              |
| Klasyfikacja generalna i ERC | Klasyfikacja generalna i ERC | Klasyfikacja generalna i ERC | Klasyfikacja generalna i ERC | Klasyfikacja generalna i ERC | Klasyfikacja generalna i ERC | Klasyfikacja generalna i ERC |
| ---------------------------- | ---------------------------- | ---------------------------- | ---------------------------- | ---------------------------- | ---------------------------- | ---------------------------- |
| 1.                           | Miguel Campos                | Carlos Magalhães             | Peugeot 206 WRC              | 3:00:42.9                    | 0.0                          |                              |
| 2.                           | Bruno Thiry                  | Jean-Marc Fortin             | Peugeot 206 WRC              | 3:00:47.7                    | +4.8                         |                              |
| 3.                           | François Delecour            | Anne-Chantal Pauwels         | Peugeot 206 WRC              | 3:04:40.9                    | +3:58.0                      |                              |
| 4.                           | Vítor Sá                     | Ornelas Camacho              | Peugeot 306 Maxi             | 3:07:57.0                    | +7:14.1                      |                              |
| 5.                           | Américo Campos               | José Camacho                 | Peugeot 306 Maxi             | 3:08:41.6                    | +7:58.7                      |                              |
| 6.                           | José Camacho                 | Marco Cabral                 | Peugeot 306 Maxi             | 3:12:27.7                    | +11:44.8                     |                              |
| 7.                           | Gomes Pedro Mendes           | Nuno Rodrigues               | Volkswagen Golf IV Kit Car   | 3:13:07.0                    | +12:24.1                     |                              |
| 8.                           | Filipe Freitas               | Daniel Figueiroa             | Opel Astra Kit Car           | 3:15:20.3                    | +14:37.4                     |                              |
| 9.                           | Vitor Lopes                  | Jorge Henriques              | Fiat Punto Kit Car           | 3:15:31.9                    | +14:49.0                     |                              |
| 10.                          | Armindo Araújo               | Miguel Ramalho               | Citroën Saxo Kit Car         | 3:16:52.7                    | +16:09.8                     |                              |
| Mistrzostwa Portugalii       |                              |                              |                              |                              |                              |                              |
| 1.                           | Vítor Sá                     | Ornelas Camacho              | Peugeot 306 Maxi             | 3:07:57.0                    | 0.00                         |                              |
| 2.                           | Américo Campos               | José Camacho                 | Peugeot 306 Maxi             | 3:08:41.6                    | +44.6                        |                              |
| 3.                           | Vitor Lopes                  | Jorge Henriques              | Fiat Punto Kit Car           | 3:15:31.9                    | +7:34.9                      |                              |
| 4.                           | Armindo Araújo               | Miguel Ramalho               | Citroën Saxo Kit Car         | 3:16:52.7                    | +8:55.7                      |                              |